# مطار ريزا-أرتوين
مطار ريزا-أرتوين (بالتركية: Rize–Artvin Havalimanı)‏(إياتا: RZV، إيكاو: LTFO) هو مطار يقع في محافظة ريزا، تركيا. أفتتح في 14 مايو 2022 وبلغت تكلفته حوالي 206 مليون دولار أمريكي.

## شركات الطيران
| شركـات طيـران         | الوجهات                                        |
| --------------------- | ---------------------------------------------- |
| الأناضول جت           | مطار إيسنبوغا الدولي، مطار صبيحة كوكجن الدولي  |
| خطوط بيغاسوس          | مطار صبيحة كوكجن الدولي                        |
| طيران السلام          | موسمي: مطار مسقط الدولي (تبدأ في 1 يوليو 2023) |
| الخطوط الجوية التركية | مطار إسطنبول الدولي                            |